# Kellie Casey
Kellie Casey (Toronto, 29 novembre 1965) è un'ex sciatrice alpina canadese.

## Biografia
Discesista pura originaria di Collingwood, in Coppa del Mondo la Casey esordì nel 1985 e in quella stessa stagione 1984-1985 in Nor-Am Cup vinse la classifica di specialità. In Coppa del Mondo ottenne il primo risultato di rilievo il 4 dicembre 1987 a Val-d'Isère (12ª), il miglior risultato il giorno successivo nella medesima località (5ª) e l'ultimo piazzamento il 23 gennaio 1988 a Bad Gastein (8ª); ai successivi XV Giochi olimpici invernali di Calgary 1988, sua unica presenza olimpica, non terminò la gara. Infortunatasi nel febbraio dello stesso anno, tornò alle gare solo nel 1989 ma un nuovo infortunio subito nel 1990 pose fine alla sua carriera; non ottenne piazzamenti ai Campionati mondiali.

## Palmarès

### Coppa del Mondo
- Miglior piazzamento in classifica generale: 38ª nel 1988

### Nor-Am Cup
- Vincitrice della classifica di discesa libera nel 1985[2]

### Campionati canadesi
- 1 medaglia (dati parziali):
  - 1 argento (discesa libera[1] nel 1987)